# 沈黙 (1963年の映画)
『沈黙』（ちんもく、スウェーデン語: Tystnaden、英語: The Silence）は、1963年公開のイングマール・ベルイマン脚本・監督によるスウェーデンの映画。
『鏡の中にある如く』（1961年）、『冬の光』（1962年）に続く、いわゆる「神の沈黙」三部作の最後の作品である。
翻訳家で独身の姉とその妹、妹の幼い息子の3人が列車の旅の途上にある。心臓に持病を抱える姉の体調を慮って、一行は途中下車し、ホテルに逗留することになる。冷戦下の共産圏を思わせるその土地では、ことばも充分に通じない。ホテルで過ごす時間の中で、姉妹がずっと触れることを避けてきた葛藤がしだいに顕わになっていく。
閉ざされた空間、限られた登場人物、そぎ落とされた台詞によるドラマ。カフカ的ともフロイト的とも称される思わせぶりな象徴表現も含めて、難解な作品との評がつきまとう。ポルノグラフィ以外で初めて女性の自慰を映像化した作品としても知られる。日本初公開時には成人映画に指定された。

## スタッフ

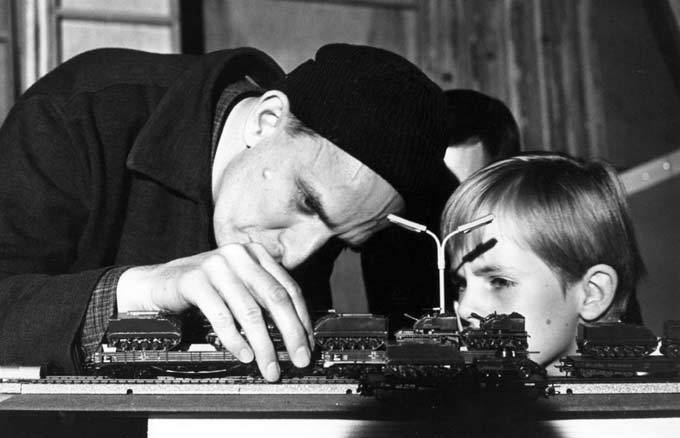
イングマール・ベルイマン監督とヨハンを演じたヨルゲン・リンドストロム。

- 監督 - イングマール・ベルイマン
- 脚本 - イングマール・ベルイマン
- 撮影 - スヴェン・ニクヴィスト

## あらすじ
長距離列車で旅する三人、エスターとアンナの姉妹と、アンナの息子のヨハンは、姉妹の母が住む家に向かうところだが、エスターが体調を崩したため、途中下車してホテルに宿を取る。そこは言葉の通じない異国で、戦争が近いのか街には戦車が往来し、ホテルには宿泊客の小人芸人一行と支配人しか見当たらない。
エスターはベッドに体を横たえ、ヨハンはホテル内の探検に出かけたため、アンナは身支度をして散歩と称し街に出る。
立ち寄ったカフェでウェイターに色目を使われて気を良くし、劇場をうろついて外に出ると、さっきのウェイターが待っていて誘いをかけてきた。
しばらくしてアンナはホテルに戻るが、エスターはそのスカートの汚れから妹の行動を察知して、嫌悪の視線を投げかけ詰問する。アンナはエスターに当てつけるように、ウェイターと教会でセックスしたことを告白する。
やがて、そのウェイターがホテルまでやってきて、廊下でアンナとキスをして別の一室に消えるが、その様子をヨハンが見ている。
ヨハンは、母アンナが男とキスをして部屋に入ったことをエスターに告げ、エスターは二人がいる部屋を訪ねる。部屋に入るとアンナと男がベッドにいて、アンナはエスターに見せつけるように男と戯れ、ショックを隠せないエスターの前で高笑いをする。更に日頃の恨みつらみをぶちまける。
エスターは「かわいそうなアンナ」とつぶやいて部屋を去り、エスターが部屋に戻ったと思ったアンナは、高笑いからすすり泣きに変わった。
しかし翌朝、ドアを開けたアンナはエスターが一晩中二人の部屋の前にいたことを知る。そのせいでエスターの病状が更に悪化してしまう。
深刻な病状で旅が続けられそうにないエスターだったが、そんな姉を残してアンナはヨハンと共に先を急ぐと言う。別れ際にエスターはヨハンに「これは約束のメモで大切な言葉」と言って紙片を渡す。列車の中でヨハンはエスターのメモを開くと、この国の言葉で「精神（ハジェク）」と記されている。雨なのに列車の窓を開け暑がるアンナに、ヨハンは冷たい眼差しを向けた。

## キャスト
- イングリッド・チューリン
- グンネル・リンドブロム（英語: Gunnel Lindblom）
- ヨルゲン・リンドストロム（英語: Jörgen Lindström）